# Ерік Картмен
Ерік Теодор "Жиртрест" Картман — персонаж американського мультсеріалу «South Park», створеного Метом Стоуном та Треєм Паркером. В оригіналі озвучується Треєм Паркером. Разом зі Стеном Маршем, Кайлом Брофловські та Кенні Маккорміком є головним героєм мультсеріалу. Прототипом цього героя став Арчі Банкер, вигаданий персонаж колись популярного в США комедійного серіалу «Усією родиною».

## Роль у мультсеріалі
За сюжетом Ерік є учнем початкової школи, живе з матір'ю в провінційному містечку Південний Парк, штат Колорадо. Егоїст, расист, антисеміт і гомофоб, жадібний, вульгарний, розпещений, самозакоханий нарцис, зрадник, боягуз, у нього жахливий характер, постійно нецензурно лається, має ожиріння. Практично всі звертаються до нього на прізвище.Батька (у звичайному розумінні) у нього немає, а у більшості родичів такий само жахливий характер як і у самого Еріка. Ненавидить майже всіх, а особливо хіппі та Кайла. Безвідмовний Баттерс постійно страждає від витівок Картмана.
Ерік часто є причиною конфлікту і задає проблематику серії. Іноді він глузує з Кенні через його бідність. Водночас його показні та соціопатичні манери часто грають з ним злий жарт: інші хлопці нехтують Еріком, не розуміючи, як же його можна терпіти. У багатьох епізодах Картман відкрито протистоїть іншим трьом персонажам. Втім попри паскудний характер Картман не раз демонструє і надзвичайні здібності до ведення бізнесу та лідерства. У деяких серіях він з легкістю заробляє гроші чи схиляє інших героїв (як дітей, так і дорослих) до дій, що допомогли б йому досягти власних інтересів. Задуманий як єдиний антигерой з усієї четвірки хлопців, він, однак, з найпершого сезону залучає до себе більше уваги глядачів, ніж решта героїв.

## Зовнішність і фізичні характеристики
Картман має ожиріння. Однією з причин надмірної ваги є те, що він багато їсть (улюблена їжа — сирні подушечки, «четверні печенюшки», чіпотле, смажена курка і шоколадні пістолети). У Картмана подвійне підборіддя, і його часто дражнять «жирним» (а також «жиробасом», «жиртрестом»).
Попри агресивний характер і перевагу у вазі, Картман дуже погано б'ється (зрозуміло, якщо йому не вдається застосувати якийсь нечесний прийом). У декількох серіях він затіває бійку з Кайлом, однак практично завжди верх бере Кайл, крім епізоду 1004, де завдяки хитрості Картман вирубує Кайла, але його самого вирубує Барт Сімпсон. В епізоді 1209 він за будь-яку ціну намагається уникнути бійки з Венді, але це йому не вдається, в результаті Венді його жорстоко б'є. Єдиний випадок, коли Картман взяв верх в бійці, трапився в епізоді 1101: він бився з карликом Девідом Нельсоном. В епізоді 1302 Ерік вміє стрибати з даху на дах і лазити по вікнах.
Як правило Картман носить блакитну шапку з жовтим помпоном, червону куртку, жовті рукавиці та коричневі штани. Під курткою він носить зелену майку, хоча її рідко видно. У серіях 102 і 216 також можна помітити на Картманом рожеву майку з написом «Beefcake» («Здоровань»). У нього каштанове волосся (хоча іноді воно стає чорним, наприклад коли він зображує Адольфа Гітлера чи борця сумо).

## В інших медіа
В фільмі «Південний парк: Постковідний спецвипуск», Картман – центральний характер. Сорок роки після мультсеріалу, Він прийняв Ортодоксальний юдаїзм і став рабином з дружиною і трьома дітьми, на превеликий жаль Кайлу. 